# Loi Diana Sacayán - Lohana Berkins
La Loi Diana Sacayán - Lohana Berkins, dite dans sa forme officielle Loi 27.636 sur la promotion de l'accès à l'emploi formel pour les personnes travesties et trans, adoptée le 24 juin 2021 par le Congrès de la Nation argentine, promulguée le 8 juillet 2021 et dotée d'une partie réglementaire le 29 septembre 2021, est une loi argentine qui établit que les organismes publics au niveau national doivent employer au moins 1 % de personnes travesti et trans, ce qui constitue une mesure de discrimination positive,. Elle encourage également le secteur privé à prendre des mesures similaires. Cette loi naît d'une lutte historique menée par des collectifs militants ou activistes travesti-trans ; son nom reconnaît les pionnières de cette lutte Diana Sacayán et Lohana Berkins,.
La loi Diana Sacayán - Lohana Berkins est précédée du décret 721/2020, signé par Alberto Fernández, qui visait à garantir l'inclusion professionnelle de ce groupe dans le secteur public national.

## Contenu légal
Cette loi impose aux trois pouvoirs de l'État argentin, ainsi qu'aux organismes décentralisés ou déconcentrés, aux sociétés publiques et à d'autres organisations publiques de ne pas employer moins de 1 % de personnes travesties ou trans.
La loi prévoit que « l’exigence de finalisation des études ne peut constituer un obstacle à l’entrée et au maintien dans l’emploi ». Dans le cas où la formation n'est pas achevée, l'embauche sera conditionnée à la réalisation des études requises et à leur achèvement, l'employeur devant garantir les moyens nécessaires à ces études. Certaines infractions sans rapport avec le poste ne doivent pas non plus êtres prises en compte.

## Historique
Cette loi est le résultat de la fusion de deux projets de loi : la loi d’inclusion formelle au travail « Lohana Berkins », élaborée par la Ligue LGBTIQ+ des Provinces et la Convocation fédérale argentine des personnes travesties et trans, qui a perdu son statut parlementaire à deux reprises, et la loi sur les quotas de travail « Diana Sacayán », élaborée par le Front Fierté et Lutte.
Le nom qui en résulte fait référence aux activistes pionnières de la lutte des travestis-trans, Diana Sacayán et Lohana Berkins. Berkins, en collaboration avec Josefina Fernández, a réalisé une enquête sur les conditions de vie de ces personnes, qui a été publiée sous le titre La gesta del nombre propio, puis, d'une façon revue et amplifiée, sous le titre La Revolución de las Mariposas en 2017. Ces données ont permis de comprendre et de rendre visibles les conditions de vie de cette communauté, et nombre d’entre elles ont été fournies lors des débats au Congrès. Sacayán, pour sa part, avait promu la création de la loi sur les quotas de travail de personnes travesties ou trans dans la province de Buenos Aires.